# گمینا تسرانوو
گمینا تسرانوو (به لهستانی:  Gmina Ceranów) یک گمینا در لهستان است که در شهرستان سوکوووف واقع شده‌است. گمینا تسرانوو ۱۱۰٫۸۳ کیلومتر مربع مساحت و ۲٬۳۳۱ نفر جمعیت دارد.